# عصام الخولاني
عصام الخولاني قائد أموي أندلسي من قادة الدولة الأموية في الأندلس فتح ميورقة سنة 290 هـ
كانت بداية فكرة الفتح أن عصام خرج حاجّا في سفينة اتخذها لنفسه فعصفت بهم الريح فأرسوا بجزيرة ميورقة، وطال مقامهم هنالك وفتعرف على أحوال الجزيرة مما شجعه على فتحها، فلما رجع بعد الحج أخبر الأمير الأموي عبد الله بن محمد بن عبد الرحمن بما رأى فيها، فزوده ببعض السفن و نفر الناس معه إلى الجهاد، فحاصرها أياما وفتحوها حصنا حصنا إلى أن كمل فتحها. وكتب عصام بالفتح إلى الأمير الأموي عبد الله، فكتب له بولايتها فوليها عشر سنين، وبنى فيها المساجد والفنادق والحمامات. ولما توفي عصام قدّم أهل الجزيرة عليهم ابنه عبد الله، وكتب له الأمير الأموي بالولاية على الجزيرة بعد وفاة أبيه.
وظلت الجزيرة في يد المسلمين إلى أن احتلها ألفونسو الثالث ملك أراغون في 17 يناير 1287م.